# Ukrainophobie

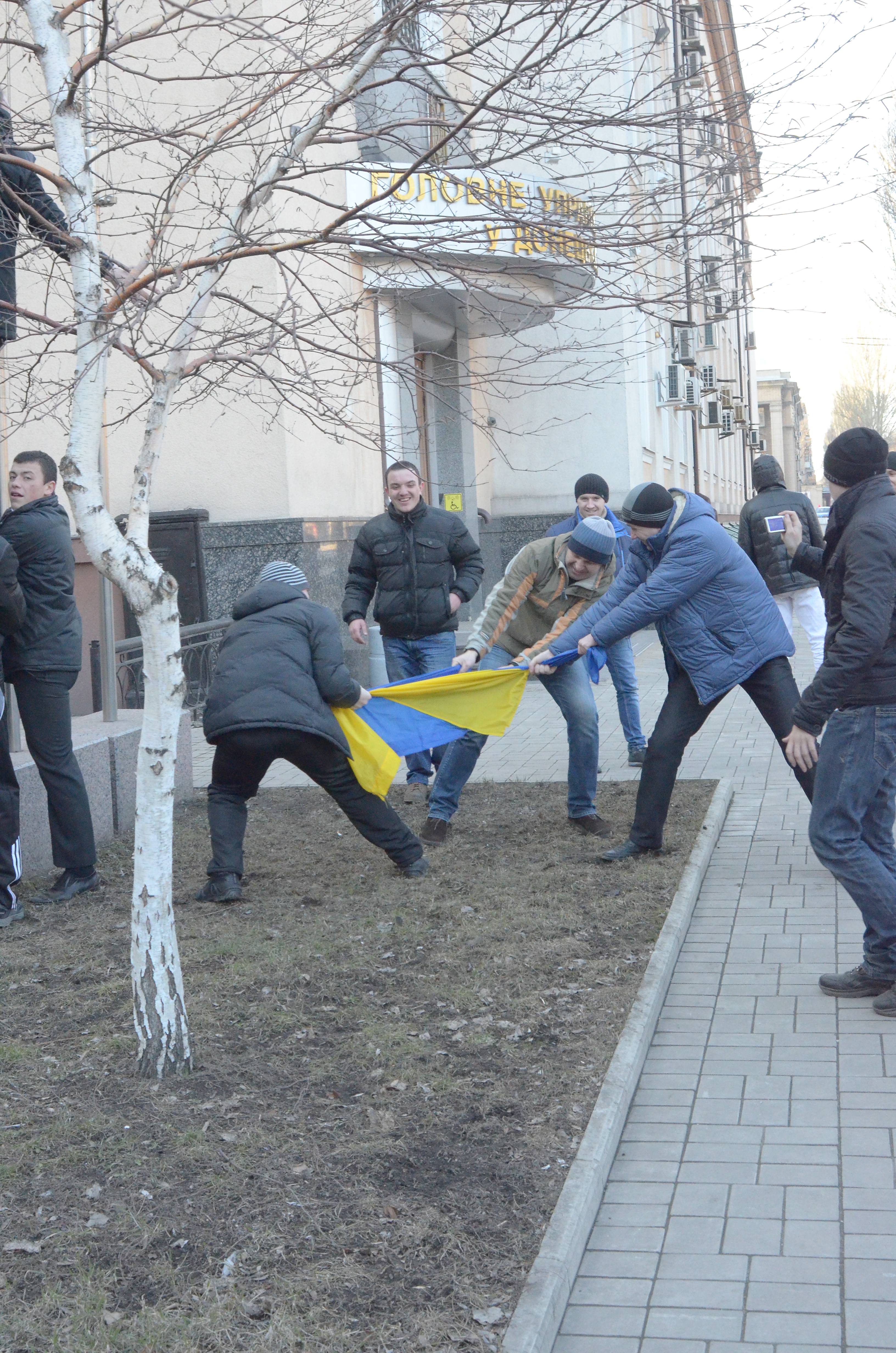
Militants pro-russes dans l’oblast de Donetsk en 2014 déchirant le drapeau de l’Ukraine.

L'ukrainophobie est une animosité envers les Ukrainiens, la culture, la langue ou l'Ukraine en tant que nation.
À l’époque moderne, on distingue une présence significative de l’ukrainophobie dans trois zones géographiques où elle se distingue par ses racines et sa manifestation :
- En Russie, parmi la population russe favorable à la politique étrangère de Vladimir Poutine et à l'impérialisme russe.
- En Ukraine, parmi la population russophone du sud-est de l'Ukraine région de Donetsk et Lougansk (où une grande partie de la population est composée de Russes ethniques[2].)
- En Pologne.
- Au Canada, où une importante diaspora ukrainienne est présente.

Les érudits modernes définissent deux types de sentiments anti-ukrainiens. L'un repose sur la discrimination des Ukrainiens sur la base de leur origine ethnique ou culturelle (type typique de xénophobie et de racisme). Une autre est basée sur le rejet conceptuel des Ukrainiens, de la culture ukrainienne et de la langue considérées comme artificielles et non naturelles ; au tournant du XXe siècle, plusieurs auteurs ont soutenu l'affirmation selon laquelle l'identité et la langue ukrainiennes avaient été créées artificiellement pour affaiblir la Russie.

## Stéréotypes
Dans les récits et la propagande nationalistes russes, les stéréotypes ukrainiens vont de la moquerie à l'attribution de traits négatifs à l'ensemble de la nation ukrainienne et aux personnes d'origine ukrainienne :
- Les Ukrainiens mangent beaucoup de salo (en)[4].
- Les Ukrainiens sont gourmands[4].
- Les Ukrainiens sont sournois et rusés[4].
- Les Ukrainiens sont malhonnêtes[4].
- Les Ukrainiens sont antisémites[4].
- La langue ukrainienne est un dialecte du russe et pas une langue à part entière[5].

Le nationalisme ukrainien est étroitement associé au néonazisme. Il s'agit d'un thème récurrent dans la propagande russe au cours de la guerre russo-ukrainienne en cours, généralement dans les récits suivants :
- Les Ukrainiens sont des sympathisants du leader nationaliste Stepan Bandera, qui a collaboré avec l'Allemagne nazie pendant la Seconde Guerre mondiale[6]. Malgré ce stéréotype, 4,5 millions d'Ukrainiens ont servi dans l'Armée rouge pendant la Seconde Guerre mondiale[7]. Les Ukrainiens étaient également considérés comme des Untermenschen par les nazis parce que slaves et étaient traités en conséquence[8]. Bandera a été emprisonné par les nazis de juillet 1941 jusqu'à la fin de 1944, la plupart du temps dans le camp de concentration de Sachsenhausen[9].
- L'ensemble de la société ukrainienne est prétendument dominée par les néonazis et les ultranationalistes qui ont persécuté les Russes de souche et les Ukrainiens russophones. Ce stéréotype a été utilisé par le gouvernement russe pour justifier l'invasion en cours en 2022 dans le but de « démilitarisation » et de « dénazification » de l'Ukraine.

## En Ukraine

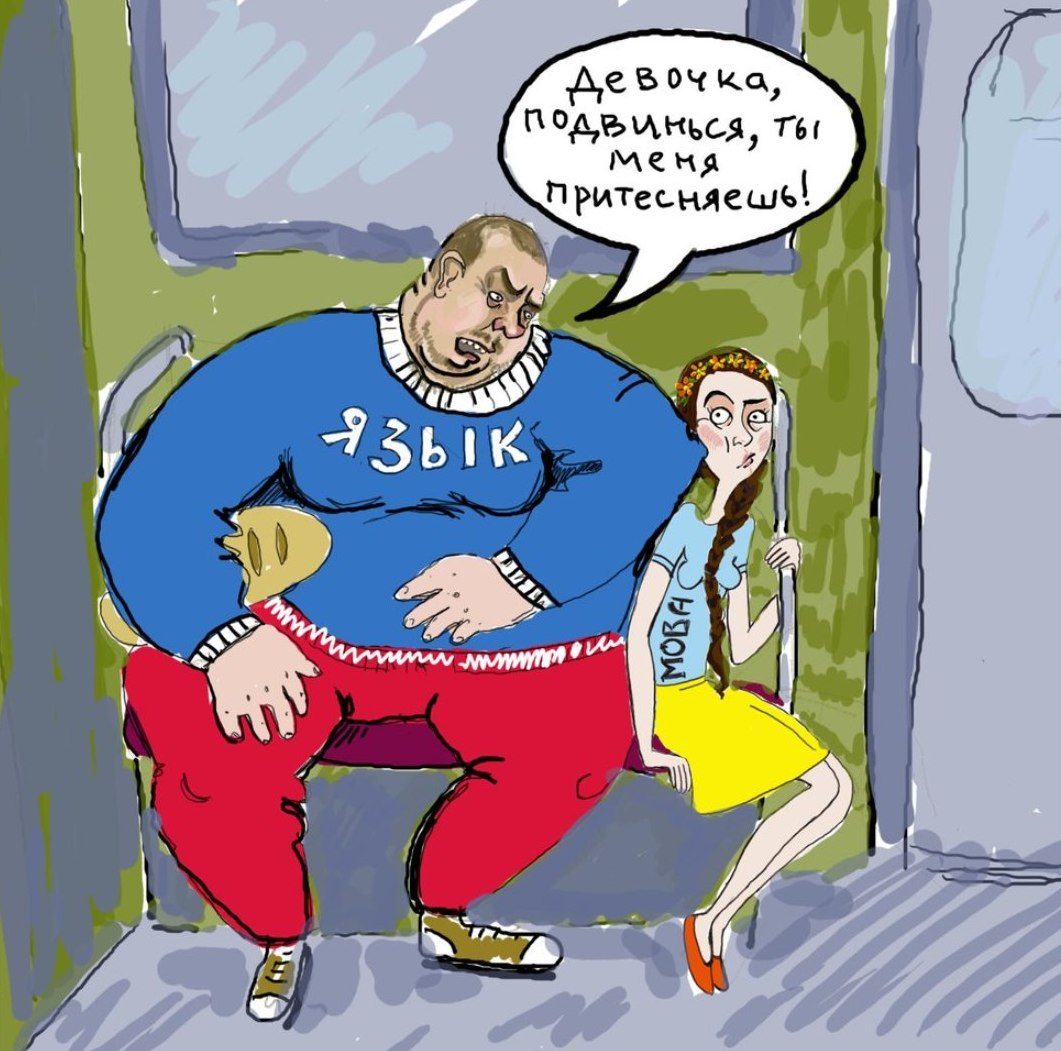
Caricature sur la situation linguistique en Ukraine. Il montre le grand homme, représentant la langue russe, disant à la fille, représentant la langue ukrainienne : "Petite fille, bouge-toi ! Tu m'écrases !" en russe.

Le dimanche 15 juillet 2012, la chaîne de télévision nationale ukrainienne UA:Pershyi dans son journal télévisé Підсумки тижня en français : « Aperçu de la semaine » a projeté une séquence vidéo sur l'évolution des sentiments anti-ukrainiens en Ukraine.
Un article de propagande publié sur le site Web du département du Parti communiste d'Ukraine à Krementchouk affirme que l'histoire publiée pendant le régime soviétique était la véritable histoire et que de nouveaux faits historiques découverts dans les archives sont faux. L'article nie également l'existence de la culture ukrainienne.
Mykola Levtchenko, un parlementaire ukrainien du Parti des régions et député du conseil municipal de Donetsk, a déclaré qu'il ne devrait y avoir qu'une seule langue, le russe. Il dit que la langue ukrainienne est impraticable et devrait être évitée. Levtchenko a appelé l'ukrainien la langue du folklore et des anekdots. Cependant, il dit qu'il parlera la langue ukrainienne littéraire par principe, une fois que le russe aura été adopté comme seule langue officielle.

## En Russie
Lors d'un sondage organisé par le Centre Levada en juin 2009 en Russie, 75 % des répondants russes considéraient les Ukrainiens comme un groupe ethnique mais 55 % étaient négatifs à l'égard de l'Ukraine en tant qu'État. En mai 2009, 96 % des Ukrainiens interrogés par l'Institut international de sociologie de Kiev estimaient positivement que les Russes étaient un groupe ethnique, 93 % respectaient la fédération de Russie et 76 % respectaient les institutions russes.
Des médias comme Komsomolskaïa Pravda semblent tenter d'intensifier les mauvaises relations entre l'Ukraine et la Russie. L'attitude anti-ukrainienne persiste chez plusieurs hommes politiques russes, tels que l'ancien maire de Moscou, Iouri Loujkov ainsi que chez le chef du Parti libéral démocrate de Russie d'extrême droite et vice-président du Parlement russe Vladimir Jirinovski.
Les Ukrainiens constituent le troisième groupe ethnique de la fédération de Russie après les Russes et les Tatars. En 2006, dans des lettres adressées à Vladimir Poutine, Viktor Iouchtchenko et Vassili Douma, le Centre culturel ukrainien de Bachkirie s'est plaint du sentiment anti-ukrainien en Russie, alléguant notamment une large utilisation des insultes ethniques anti-ukrainiennes dans les médias russes traditionnels et les films.
L'Association des Ukrainiens de l'Oural a également formulé une plainte similaire dans une lettre adressée à l'Organisation pour la sécurité et la coopération en Europe en 2000.
L'ukrainophobie est également présente dans le milieu du nationalisme russe d'extrême droite.

### Pendant laguerre russo-ukrainienne
Dans le cas de la guerre russo-ukrainienne, l'approbation et la promotion de la violence contre les Ukrainiens comprennent entre autres: la promotion ou la négations des crimes de guerre russes tels que le massacre de Boutcha ou la frappe de missiles russes sur un immeuble à Dnipro en janvier 2023, qui a tué plus de 40 civils. Les comptes de médias sociaux publiant sur de tels thèmes ciblent souvent simultanément les minorités sexuelles et de genre, promeuvent des théories du complot telles que les « prétendus laboratoires biologiques en Ukraine », QAnon et tendent à exprimer leur soutien à Donald Trump.
Dmitri Medvedev, président de la Russie de 2008 à 2012 et président du gouvernement russe de 2012 à 2020, s'impose durant la guerre comme l'un des ukrainophobes les plus virulents parmi les principales personnalités politiques russes. Il déclare notamment : « Qui peut dire que l'Ukraine existera sur la carte du monde dans deux ans? », ou encore une menace de brûler tout le territoire ukrainien qui est sous le contrôle de Kyïv. Ces déclarations sont vues comme un appel au génocide des Ukrainiens,,. 

## Au Canada
L'ukrainophobie était présente au Canada depuis l'arrivée des premiers immigrés Ukrainiens au Canada vers 1891 jusqu'à la fin du XXe siècle. Les Ukrainiens ont fait l'objet d'une discrimination particulière en raison de leur grand nombre, de leur visibilité (en raison de leur tenue vestimentaire, de leur apparence non occidentale et de leur langue) et de leur activisme politique. Pendant la Première Guerre mondiale, environ 8 000 Canadiens d'origine ukrainienne ont été internés par le gouvernement canadien en tant qu'« étrangers ennemis » (parce qu'ils venaient de l'Autriche-Hongrie). Dans l'entre-deux-guerres, tous les groupes culturels et politiques ukrainiens, quelle que soit leur idéologie, sont surveillés par la Gendarmerie royale du Canada et plusieurs de leurs dirigeants sont déportés.
Cette attitude a commencé à changer lentement après la Seconde Guerre mondiale, alors que les politiques canadiennes en matière d'immigration et de culture sont généralement passées d'un caractère explicitement nativiste à un caractère plus pluraliste. Les Ukrainiens ont commencé à occuper de hautes fonctions, et l'un d'entre eux, le sénateur Paul Yuzyk, a été l'un des premiers partisans d'une politique de « multiculturalisme » qui mettrait fin à la discrimination officielle et reconnaîtrait la contribution des Canadiens non anglophones et non francophones.
Depuis l'adoption du multiculturalisme officiel en vertu de l'article 27 de la Charte canadienne des droits et libertés en 1982, les Ukrainiens au Canada bénéficient d'une protection juridique contre la discrimination.